# 奧里米夫島
奧里米夫島是俄羅斯的島嶼，位於鄂霍次克海南端的薩哈林灣，由哈巴羅夫斯克邊疆區負責管轄，直徑約2.2公里，該島被灌木、蘆葦和甘蔗叢林覆蓋。

## 外部連結
- Location（页面存档备份，存于）
- Geographic data
- Travel data（页面存档备份，存于）
- Pollution of the Amur water near Oremif Island（页面存档备份，存于）
- Russian seabird data（页面存档备份，存于）
- Khabarovsk Krai[永久]

52°58′N 141°04′E / 52.967°N 141.067°E